# Hypericum linariifolium
Hypericum linariifolium är en johannesörtsväxtart som beskrevs av Vahl. Hypericum linariifolium ingår i släktet johannesörter, och familjen johannesörtsväxter. Inga underarter finns listade i Catalogue of Life.